# László Batthyány-Strattmann
László Batthyány-Strattmann (Dunakiliti, 28 ottobre 1870 – Vienna, 22 gennaio 1931) è stato un medico ungherese, beatificato da papa Giovanni Paolo II nel 2003.

## Biografia
Di nobile famiglia ungherese, nel 1896 si laureò in medicina a Vienna. Sposato, fu padre di tredici figli.
Aprì un ospedale a Kittsee, che durante la prima guerra mondiale ospitò i soldati feriti. Nel 1920 si trasferì a Körmend dove aprì una clinica oculistica. Assisteva gratuitamente i poveri, ai quali chiedeva come compenso di pregare per lui.
Ammalatosi di tumore, morì nel sanatorio di Vienna nel 1931.

## Il culto
È sepolto nella chiesa parrocchiale di Güssing.
Fu beatificato da papa Giovanni Paolo II il 23 marzo 2003.
Il suo elogio si legge nel Martirologio romano al 22 gennaio.